# Kościół Matki Bożej Częstochowskiej w Wojtaszycach
Kościół Matki Bożej Częstochowskiej w Wojtaszycach – zabytkowa świątynia rzymskokatolicka w Wojtaszycach, kościół filialny należący do parafii Jenikowo i dekanatu Maszewo.
Kościół zbudowany został na początku XVII w., tuż po roku 1600, poświęcony w roku 1945. Odpust ku jego czci obchodzony jest 26 sierpnia.

## Architektura
Kościół jednonawowy, wzniesiony z kamienia polnego oraz cegły, na planie prostokąta, reprezentuje wyraźne cechy stylu renesansowego. Już w trakcie tworzenia nawy brano pod uwagę przyszłą konstrukcję wieży i dzwonnicy. Skromniejszy charakter zachodniego szczytu dobrze obrazuje świadome planowanie całego kompleksu.
Jednym z najwartościowszych elementów zewnętrznych tego kościoła jest renesansowy szczyt, wzniesiony z otynkowanej cegły. Południowa elewacja budowli kryje w sobie renesansowy portal główny. Nakrywający budowlę dwuspadowy dach został pokryty cegłą ceramiczną, zachowana została oryginalna drewniana więźba dachowa. Wnętrze kościoła zwieńczono płaskim stropem drewnianym. 
Zarówno na obu ścianach kościoła, jak i na renesansowym szczycie, znajdują się okna, które nie posiadają tradycyjnych witraży. W XVIII wieku przeprowadzono gruntowną przebudowę, w trakcie której dokonano zmiany kształtu okien oraz portalu wejściowego.
Cała nawa kościoła została wyłożona ceglaną posadzką, z wyjątkiem empor, gdzie podłoga wykonana jest z drewna. Ponadto, w okolicach ołtarza, posadzka została wylana.
Wnętrze kościoła charakteryzuje się salowym układem przestrzennym. Od strony zachodniej znajduje się empora muzyczna, na której umieszczono organy.

## Wyposażenie
W kościele znajdują się organy stworzone przez organmistrza Barnima Grüneberga ze Szczecina. Instrument został wybudowany i zamontowany w 1894 roku, o czym świadczy tabliczka umieszczona na kontuarze organów oraz wpis tej parafii w spisie organów wyprodukowanych przez firmę Grüneberga, który nosi numer opusowy 360. Instrument znajduje się na emporze organowej nad wejściem do kościoła od strony wieży. Organy pozostają w bardzo złym stanie, uniemożliwiającym ich używanie (stan na 2023 rok).
Na podeście ołtarzowym mieści się okazała chrzcielnica, opatrzona datą 1876. Misa ma kształt ośmioboku, posiada liczne zdobienia i wyraźnie zarysowany profil.
Do dziś nie zachowały się elementy wyposażenia kościoła opisane przez Hugona Lemckego w wydanej w 1900 roku publikacji poświęconej Pomorzu, tj. wiatrowskaz opatrzony datą 1764, dwa XVI-wieczne lichtarze oraz dwa dzwony, z których jeden z małą antykwą dekorowany fryzem został odlany w 1648 r. a drugi z okrągłą, gotycką, minuskułą odlany w 1581 r.

## Cmentarz przykościelny
Obok kościoła znajduje się poniemiecki cmentarz, na terenie którego stoi głaz z tablicą upamiętniającą mieszkańców wsi poległych na frontach I wojny światowej. Cmentarz został założony około 2. połowy XVI w. Teren cmentarza porasta starodrzew.